# Lonnie Smith (baseball)
Pour les articles homonymes, voir Lonnie Smith et Smith.
Lonnie Smith (né le 22 décembre 1955 à Chicago, Illinois, États-Unis) est un ancien joueur des Ligues majeures de baseball.
Il a joué de 1978 à 1994, participé à un match des étoiles et cinq Séries mondiales, en gagnant trois avec trois équipes différentes, et est aussi connu pour avoir surmonté un problème de toxicomanie en milieu de carrière.

## Carrière
Lonnie Smith est un choix de première ronde (3e joueur sélectionné au total) des Phillies de Philadelphie en 1974.
Il entreprend sa carrière dans les majeures en 1978 et devient joueur régulier des Phillies dès 1980, l'année où Philadelphie gagne sa première Série mondiale.
En novembre 1981, Smith passe aux Cardinals de Saint-Louis dans un échange à trois équipes impliquant aussi les Indians de Cleveland. À sa première saison avec les Cards, Smith domine la Ligue nationale avec 120 points marqués. Il frappe dans une moyenne de ,307, affiche des sommets personnels de 182 coups sûrs, 35 doubles, produit 69 points, est invité au match des étoiles et termine second derrière Dale Murphy dans la course au joueur par excellence de la saison. En Série mondiale contre Milwaukee, il frappe 9 coups sûrs en 7 parties, et les Cards sont sacrés champions.
En 1983, il présente sa meilleure moyenne au bâton (,321) en carrière. Cette année-là, il passe aussi 30 jours en cure de désintoxication pour régler ses problèmes de consommation de drogue.
Durant 3 années consécutives (1982-1985), Smith est le frappeur de la Ligue nationale ayant été atteint par un lancer le plus souvent (9 fois par saison).
Le 17 mai 1985, Lonnie Smith est échangé aux Royals de Kansas City contre le voltigeur John Morris. Avec les Royals, Smith retrouve ses anciens coéquipiers des Cardinals en Série mondiale. Les Royals l'emportent en 7 parties, permettant à l'athlète de Chicago d'être champion du monde avec une troisième franchise différente en à peine 6 ans. Smith est le quatrième joueur de l'histoire du baseball à avoir évolué dans la même saison pour les deux clubs finalistes. Du groupe, les trois athlètes précédents à s'être retrouvé dans cette situation inusitée avaient soit été laissés de côté par leur équipe en Série mondiale, ou étaient passés à une autre club avant le début de la finale. Smith est donc le premier à jouer en série finale contre les joueurs avec qui il avait amorcé la saison. Seul Bengie Molina, en Série mondiale 2010, se retrouva par la suite dans cette situation inhabituelle.
En février 1986, Smith fait partie des joueurs montrés du doigt dans une vaste enquête sur l'usage de cocaïne dans les ligues majeures, se soldant par la condamnation de plusieurs trafiquants et revendeurs. Smith est suspendu par le baseball majeur mais accepte, à l'instar de plusieurs autres joueurs, de donner une partie de son salaire à des organismes luttant contre la toxicomanie et d'accomplir des travaux communautaires pour éviter la suspension.
En 1988, après un peu moins de 3 saisons à Kansas City, il signe comme agent libre avec les Braves d'Atlanta. La fin de son séjour avec les Royals est marqué par un conflit avec le manager de l'équipe, John Schuerholz. Ce dernier considérait Smith comme un joueur problématique, s'adonnant toujours aux stupéfiants. Après sa carrière, Smith avoua avoir déjà possédé une arme à feu et considéré assassiner Schuerholz.
À Atlanta, Smith hausse sa moyenne au bâton à ,315 en 1989, présente des records personnels de 21 coups de circuits et 79 points produits et est élu joueur ayant effectué le plus beau retour de l'année dans la Ligue nationale. Il mène également la ligue en 1989 avec une moyenne de présence sur les buts de ,415.
En 1990, il frappe de nouveau dans une moyenne (,305) supérieure à ,300.
En 1991 et 1992, il prend part à nouveau aux Séries mondiales, mais les Braves s'inclinent lors de ces deux occasions, devant le Minnesota la première année et devant Toronto la saison suivante.
Lonnie Smith a aussi joué pour les Pirates de Pittsburgh (1993) et les Orioles de Baltimore (1993-1994).
En 1613 parties jouées dans les majeures, il a frappé 1488 coups sûrs, dont 273 doubles, 58 triples et 98 circuits, produit 533 points et en a marqué 909. Sa moyenne au bâton en carrière est de ,288.